# Никульча, Иван Александрович
Иван Александрович Никульча (род. 12 января 1982, Бердичев, УССР) — ведущий актёр Театра Романа Виктюка.

## Биография
Получил образование на режиссёрском факультете в Киевском национальном институте культуры и искусств, несмотря на то, что в 1999 году поступил на актёрское отделение. В студенческом театре в качестве режиссёра ставил работы таких драматургов, как Фернандо Аррабаль («Пикник»), Леонид Андреев («Реквием»).
В 2004 году после окончания института был принят в труппу Театра Романа Виктюка, где служит и сейчас.

## Театральная деятельность
- «Саломея или Странные игры Оскара Уайльда» О. Уайльда — Иоканаан, Поджерс, Роберт Росс
- «Служанки» по одноимённой пьесе Ж. Жене — Мсье
- «Мастер и Маргарита» М. Булгакова — Азазелло
- «Последняя любовь дон Жуана» Э.-Э. Шмитта — Шевалье де Шифревиль
- «Маскарад маркиза де Сада» Андрея Максимова — Огюстен
- «Мелкий Бес» Фёдора Сологуба — Рутилов
- «Путаны» Нино Манфреди — Путти
- «Орфей» Тенесси Уильямса (реж. Сергей Захарин) — Вэл Зевьер

## Выставки фотографий
2008:
- 14 апреля — 5 мая — Киев, отель «Воздвиженский»
- май-июнь — Санкт-Петербург, Дом актера
- июль — Москва, ТЮЗ
- 31 октября — 19 ноября Ростов-на-Дону, Донская публичная библиотека

2009:
- 25 января — 22 февраля — Екатеринбург, Дом актера

2010:
- 19 марта — 9 апреля — Иваново, Ивановский областной художественный музей

2011:
- 13 мая — 10 июня — Ярославль, галерея «Горка»

2013:
- 10-14 июля — Хатунь-2013
- 2-5 августа — Селигер-2013

2014:
- 29 апреля — 29 мая — Санкт-Петербург, галерея «Артмуза»[2]

## Съемки в клипах
- 2005 — «Искупление» Flëur
- 2007 — «Николя» Вика Антонова
- 2008 — «Немного перца» Горячий шоколад